# Capucine
Capucine (właśc. Germaine Hélène Irène Lefebvre ur. 6 stycznia 1928 w Saint-Raphaël, zm. 17 marca 1990 w Lozannie) – francuska aktorka i modelka. Najsłynniejszą rolę stworzyła w komedii Różowa Pantera (1963), gdzie zagrała żonę inspektora Clouseau. Za rolę w swoim pierwszym amerykańskim filmie pt. Pieśń bez końca (1960) otrzymała nominację do Złotego Globu.
Jako 17-latka na paryskiej ulicy została wypatrzona przez fotografa. Rozpoczęła wówczas karierę jako modelka pracując dla domów mody Givenchy i Christian Dior. Przyjęła pseudonim Capucine (w tłumaczeniu na polski – Nasturcja). W Paryżu poznała wtedy Audrey Hepburn, która pozostała jej najbliższą przyjaciółką do końca życia.
Jako aktorka zadebiutowała w 1949. W 1957 podczas sesji w Nowym Jorku zauważył ją producent filmowy Charles K. Feldman, który sprowadził ją do Hollywood i wysłał na kursy aktorskie. Wkrótce podpisała kontrakt z wytwórnią Columbia Pictures, a w 1960 zagrała w swoim pierwszym amerykańskim filmie, za rolę w którym zdobyła nominację do Złotego Globu. Potem wystąpiła jeszcze w 6 amerykańskich produkcjach, po czym wróciła do ról w filmach europejskich. Na stałe zamieszkała w Szwajcarii.

## Życie prywatne
W 1950 poślubiła francuskiego aktora Pierre'a Trabaud'a. Małżeństwo trwało zaledwie kilka miesięcy i zakończyło się rozwodem. Potem już nigdy nie wyszła za mąż. Na początku lat 60. spotykała się ze słynnym amerykańskim aktorem Williamem Holdenem. Ich romans trwał 2 lata. Holden był wówczas żonaty i nie chciał się rozwieść.
W 1990 Capucine popełniła samobójstwo wyskakując z okna swojego mieszkania na 8. piętrze w Lozannie. Wcześniej już kilka razy podejmowała próby samobójcze. Przez lata zmagała się z chorobą afektywną dwubiegunową.

## Wybrana filmografia
- Pieśń bez końca (1960) jako księżniczka Karolina
- Złoto Alaski (1960) jako Michelle „Angel” Bonet
- Różowa Pantera (1963) jako Simone Clouseau
- Co słychać, koteczku? (1965) jako Renee Lefebvre
- Garniec miodu (1967) jako księżniczka Dominique
- Satyricon (1969) jako Trifena
- Samuraj i kowboje (1971) jako Pepita
- Niepoprawny (1975) jako Helene
- Artystyczny kant (1976) jako Belle Duke
- Pseudonim „Jaguar” (1979) jako Zina Vanacore
- Z piekła do zwycięstwa (1979) jako Nicole Levine
- Przygoda arabska (1979) jako Vahishta
- Afrodyta (1982) jako Lady Suzanne Stanford
- Na tropie Różowej Pantery (1982) jako Lady Simone Litton
- Klątwa Różowej Pantery (1983) jako Lady Simone Litton